# Chlorophorus ictericus
Chlorophorus ictericus là một loài bọ cánh cứng trong họ Cerambycidae.